# Evangélikus templom (Kőbánya)
A Kőbányai evangélikus templom Budapest X. kerületében található evangélikus templom. A főváros egyetlen kör alaprajzú temploma.

## Története
Az 1900-as évek eleje óta dinamikusan fejlődő kerületben a folyton növekvő lakosságszám – ahogy más vallási közösségek számára is – magával hozta az önálló hitéleti tevékenység szervezését. A Kőbányai Evangélikus Egyházközség 1910 júniusában alakult meg a Pesti Evangélikus Egyház egyik lelkészi köreként. A híveket ekkor Majba Vilmos hitoktató lelkész kutatta fel, főképp az iskolás gyermekek családjain keresztül. 

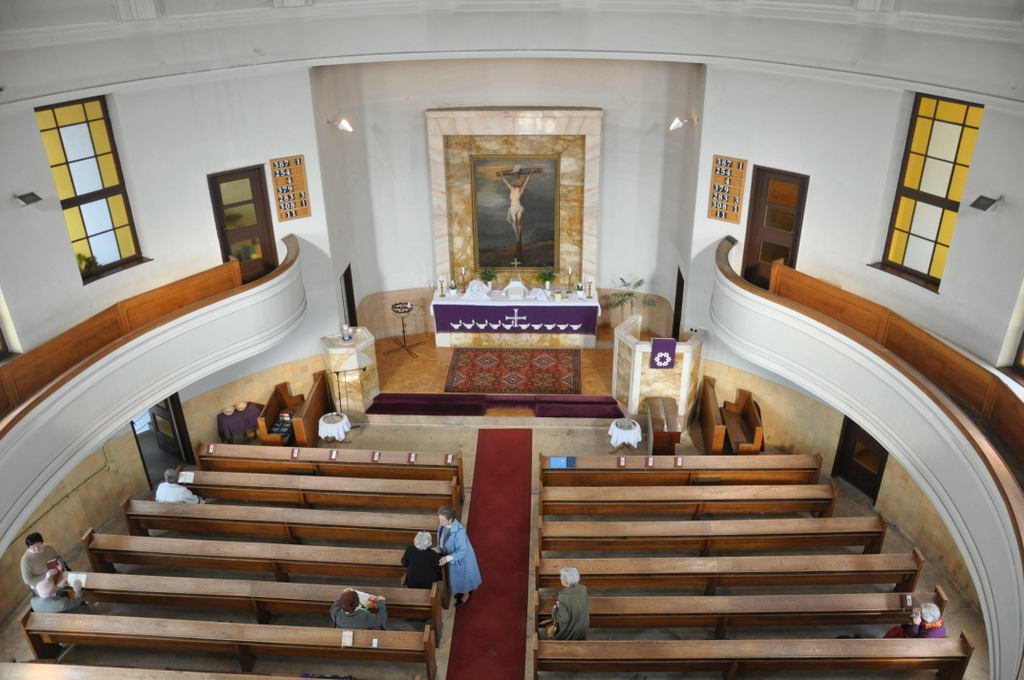
A belső tér

Az így összeszerveződött gyülekezetnek kezdetben nem volt temploma, így istentiszteleteiket a Kápolna téri iskola tornatermében, majd az Ihász utcai református templomban tartották. Majba Vilmos szervezőkészsége nyomán a közösségnek sikerült egy templom felépítéséhez megfelelő telket igényelni, melynek megépítésére 1928-ban tervpályázatot írtak ki.
A pályázatok közül Frecska János modern terve nyert, aki azután az építkezést is vezette. Az alapkőletétel 1930-ban történt, a felszentelés 1931. október 4-én. Utóbbit Raffay Sándor, az akkori Bányai Egyházkerület püspöke végezte.
Az épület a második világháborúban súlyosan megsérült, tornya leomlott, amit csak a rendszerváltás idején sikerült helyreállítani Hegyi Péter tervei alapján.
1993 óta helyi védettséget élvez.

## Leírása
A templom háromszög alakú telken áll, falai vörös – úgynevezett Rohbau – téglából készültek. A belső tere kör alakú, lapos kupola fedi. Délnyugati homlokzatánál torony áll, ezen keresztül az előcsarnokba, majd a templomtérbe juthatunk.
A 26 méter átmérőjű belső tér földszintjén 232 ülőhely található, a körbefutó karzaton 96. A jó megvilágítást a három sorban elrendezett téglalap és négyzet alakú ablakok biztosítják. Az oltár két oldalán hatszögletű szószék és keresztelőmedence áll.
Az oltárkép Anthony Van Dyck Krisztus a kereszten című festményének 1941-ben készült másolata. A képkeretet Nizalowski Czeslaw Wladimir készítette és adományozta.